# Бутовский, Александр Иванович
Александр Иванович Бутовский (11 (23) июня 1814 — 11 (23) декабря 1890) — русский экономист; сенатор (1879), действительный тайный советник (1884); младший брат Виктора Бутовского.

## Биография
Родился 11 (23) июня 1814 года в Кременчугском уезде Полтавской губернии; сын писателя и переводчика Ивана Григорьевича Бутовского (1785—1870), двоюродного брата Н. А. Дуровой и издателя её книги «Кавалерист-девица».
Воспитывался в пансионе господина Курнанда (в одно время с К. И. Тимковским). В 1833 году кандидатом окончил философско-юридический факультет Санкт-Петербургского университета. 
С 1835 года служил в Министерстве финансов. Был агентом российского министерства финансов в Париже и Лондоне. В 1843 году был пожалован придворным званием камер-юнкера. В чин действительного статского советника был произведён 7 июня 1857 года. В 1860—1870-е годы возглавлял московский Департамент мануфактур и внутренней торговли и различные комиссии и комитеты Министерства финансов. Был одним из организаторов участия России во Всемирных выставках.

Состоял действительным членом Русского географического общества. По отзывам современника, А. И. Бутовский был примечательной личностью:
Небольшого роста, умный, образованный и крайне нервным; с вида угрюмый и несколько бурливого характера или, как выражались французы «rageur» (сердитый), он в сущности был наидобрейший человек. Прожив долго в Париже, он усвоил себе привычки и манеры настоящего француза, по милости которых заслужил внимание московских дам, а через последних и видное положение в обществе.
С 4 апреля 1879 года — сенатор. С 7 июня 1857 года — действительный статский советник, с 17 апреля 1863 года — тайный советник, с 16 февраля 1884 — действительный тайный советник.
Был женат на княжне Юлии Александровне Шаховской.
Скончался от острого отёка мозга 11 (23) декабря 1890 года в Петербурге, похоронен рядом с женой в Сергиевой Приморской пустыни.

## Работы
Автор компилятивного сочинения «Опыт о народном богатстве, или о началах политической экономии» (3 т., СПб., 1847); в которой он показал себя приверженцем манчестерской школы и повторил ту критику, которой эта школа осыпала позднейших экономистов, отвергающих неограниченную свободу промышленности. Сочинение это, само по себе бесцветное, дало молодому публицисту В. А. Милютину повод написать две критические статьи (в «Современнике» 1847, т. 5 и 6, и в «Отечественных записках» 1849, т. 55), в которых проводились иные взгляды на задачи политической экономии. Впечатление этих статей было очень сильно: завязалась оживленная полемика, выдвинувшая на первый план многие идеи, подготовившие движение 1860-х годов.
Когда на очередь поставлен был вопрос об освобождении крестьян, Бутовский в статье «Общинное владение и собственность» (в «Русском вестнике». — 1858. — № 13) выступил противником общины и предостерегал от возведения её на степень обязательной формы поземельного устройства; статья вызвала ответ Ю. Ф. Самарина в «Сельском благоустройстве» (1858. — № 10).
Бутовскому принадлежат ещё следующие труды:
- «О государственной отчетности во Франции» (М., 1858);
- «О средствах улучшения пеньковой промышленности во всех её отраслях» (СПб., 1842);
- «Начертание правил конопатной промышленности во всех её отраслях» (СПб., 1842).

В «Обзоре Парижской всемирной выставки 1867 г., изд. по распоряжению департамента мануфактур и торговли», Бутовский составил 10-й выпуск: «О шелках и шелковых тканях» (СПб., 1868).
По утверждению К. И. Тимковского, Бутовский писал также исследование «История коммунизма и социализма».

## Награды
- орден Св. Анны 2-й степени с императорской короной (1855)
- орден Св. Владимира 3-й степени (1859)
- орден Св. Станислава 1-й степени (1861)
- орден Св. Анны 1-й степени с императорской короной (1867)
- орден Св. Владимира 2-й степени (1870)
- Орден Белого орла (1873)
- орден Св. Александра Невского (1879)

иностранные
- орден австрийской железной короны 1-й степени (1873)
- черногорский орден Князя Даниила I 1-й степени (1873)
- большой офицерский крест ордена Почётного легиона (1874)